# Saint-Vincent-et-les-Grenadines aux Jeux olympiques d'été de 2012
Saint-Vincent-et-les-Grenadines participe aux Jeux olympiques d'été de 2012 à Londres au Royaume-Uni du 27 juillet au 12 août 2012. Il s'agit de sa 7e participation à des Jeux d'été.

## Athlétisme
Hommes
Courses
| Athlète                | Épreuve | Séries     | Séries | Quarts de finale | Quarts de finale | Demi-finales | Demi-finales | Finale   | Finale |
| Athlète                | Épreuve | Résultat   | Rang   | Résultat         | Rang             | Résultat     | Rang         | Résultat | Rang   |
| ---------------------- | ------- | ---------- | ------ | ---------------- | ---------------- | ------------ | ------------ | -------- | ------ |
| Courtney Carl Williams | 100 m   | 10.80 (PB) | 10e    | –                | –                | –            | –            | –        | –      |

Femmes
Courses
| Athlète          | Épreuve | Séries   | Séries | Quarts de finale | Quarts de finale | Demi-finales | Demi-finales | Finale   | Finale |
| Athlète          | Épreuve | Résultat | Rang   | Résultat         | Rang             | Résultat     | Rang         | Résultat | Rang   |
| ---------------- | ------- | -------- | ------ | ---------------- | ---------------- | ------------ | ------------ | -------- | ------ |
| Kineke Alexander | 400 m   | DNF      | -      | NC               | NC               | –            | –            | –        | –      |

## Natation
| Athlète       | Épreuve         | Séries | Séries | Demi-finales | Demi-finales | Finale | Finale |
| Athlète       | Épreuve         | Temps  | Rang   | Temps        | Rang         | Temps  | Rang   |
| ------------- | --------------- | ------ | ------ | ------------ | ------------ | ------ | ------ |
| Tolga Akcayli | 50 m nage libre | 26.27  | 45e    | -            | -            | -      | -      |